# جيمس جونز (لاعب كرة قدم أمريكية)
جيمس جونز (بالإنجليزية: James Jones)‏ هو لاعب كرة قدم أمريكية أمريكي، ولد في 21 مارس 1961 في بومبانو سيتي في الولايات المتحدة.

## وصلات خارجية
- جيمس جونز (لاعب كرة قدم أمريكية) على موقع مرجع كرة القدم المحترفة.كوم (الإنجليزية)